# Peine
Peine – miasto powiatowe nad rzeką Fuhse w środkowych Niemczech, w kraju związkowym Dolna Saksonia, w pobliżu Hanoweru. Siedziba powiatu Peine. 12 grudnia 2023 roku miasto liczyło 51 521 mieszkańców.

## Historia
W roku 1130 po raz pierwszy pojawia się wzmianka o przedstawicielu rodu Peine, Bertholdzie von Paginie, przypuszczalnym budowniczym tutejszego zamku. Około 1200 roku teren ten przechodzi w ręce Gunzelina von Wolfenbüttela i staje się jego lennem. Tradycyjnie powstanie miasta datuje się na rok 1223, chociaż badania archeologiczne wskazują rozpoczęcie budowy już na późne lato 1213 roku. W 1260 miasto przejęło biskupstwo Hildesheimu, które administrowało nim z przerwami aż do roku 1803. Do 1428 mieściła się tutaj diecezjalna mennica. Duża część miasta została zniszczona w pożarze 16 marca 1510. W latach 1518–1522 miasto było trzykrotnie oblegane podczas konfliktu biskupstwa Hildesheimu i księcia Lüneburga-Celle z biskupstwem Minden i księciem Calenberga. W 1542 rada miejska proklamowała przejście na luteranizm. Podczas kolejnego pożaru z 15 maja 1557 zniszczony został kościół, ratusz oraz wszystkie miejskie dokumenty.
Po wybuchu wojny trzydziestoletniej w 1624 roku odnowiono miejskie fortyfikacje. W 1626 miasto na krótko zajęły wojska duńskie, lecz jeszcze w tym samym roku obległy je wojska Johana von Tilly'ego, które w następnym roku ustanowiły je swoją siedzibą. W 1628 cesarz nakazał mieszkańcom przejść na katolicyzm lub opuścić Peine w ciągu trzech miesięcy, wskutek czego z miejscowości wyprowadziło się wielu protestantów. W następnych latach miasto na przemian zajmowały wojska carskie i szwedzkie, a w 1633 władzę nad miastem przejęło księstwo Brunszwiku, co umożliwiło powrót luteranizmu do miasta.
W 1803 miasto przeszło z rąk biskupstwa Hildesheimu w ręce Królestwa Prus. W latach 1806–1813 należało do podległego Napoleonowi Królestwa Westfalii, a 1 maja 1815 włączono je w granice Królestwa Hanoweru.
1 grudnia 1843 otwarto przechodzącą przez miasto linię kolejową Hanower–Brunszwik, a w 1858 roku impuls rozwojowy dało otwarcie huty żelaza Ilseder Hütte. W 1866 miasto wraz z całym Królestwem Hanoweru zostało zaanektowane przez Królestwo Prus. W 1882 otwarto hutę stali. W 1885 Peine ustanowiono siedzibą powiatu, a w 1919 miasto zelektryfikowano. W latach 1921–1929  wybudowano odcinek Kanału Śródlądowego do Hanoweru, a w 1938 – do Magdeburga, co skutkowało spadkiem znaczenia transportu kolejowego. W 1922 władze miasta zakupiły sąsiednią wieś Telgte, uzyskując nowe tereny pod rozbudowę. W latach 1935–1936 do miasta doprowadzono autostradę.
Miasto uniknęło większych zniszczeń podczas II wojny światowej, 10 kwietnia 1945 zostało przekazane wojskom amerykańskim. W latach 1964–1977 wzniesiono zachodnią obwodnicę miasta, a w 1974 w granice Peine włączono 14 sąsiednich gmin. Do upadku wielu przedsiębiorstw w mieście doprowadził kryzys na rynku stali z 1975 roku. W grudniu 1978 otwarto prawie kilometrowy wiadukt Nord-Süd-Brücke nad linią kolejową. W latach 90. otwarto dwa parki biznesowe, a w 1994 rozpoczęto budowę nowej huty stali z elektrycznymi piecami. W 2001 rozpoczęto budowę wiaduktu Stahlwerkbrücke nad terenami hutniczymi w ciągu wschodniej obwodnicy.
17 czerwca 2010 w dzielnicy Telgte doszło do zderzenia pociągu osobowego z wykolejonym składem towarowym, wskutek zdarzenia 16 osób zostało rannych, a linia kolejowa była nieczynna przez pięć następnych dni.

## Gospodarka
Miejscowość jest ośrodkiem przemysłu metalowego, produkcji nawozów fosforowych, nafty i hutnictwa żelaza. Port nad Kanałem Śródlądowym. W pobliżu eksploatacja ropy naftowej.
W mieście znajduje się stacja kolejowa.

## Zabytki
- Stary ratusz w Peineruiny średniowiecznego zamku,
- stary ratusz z 1827[11],

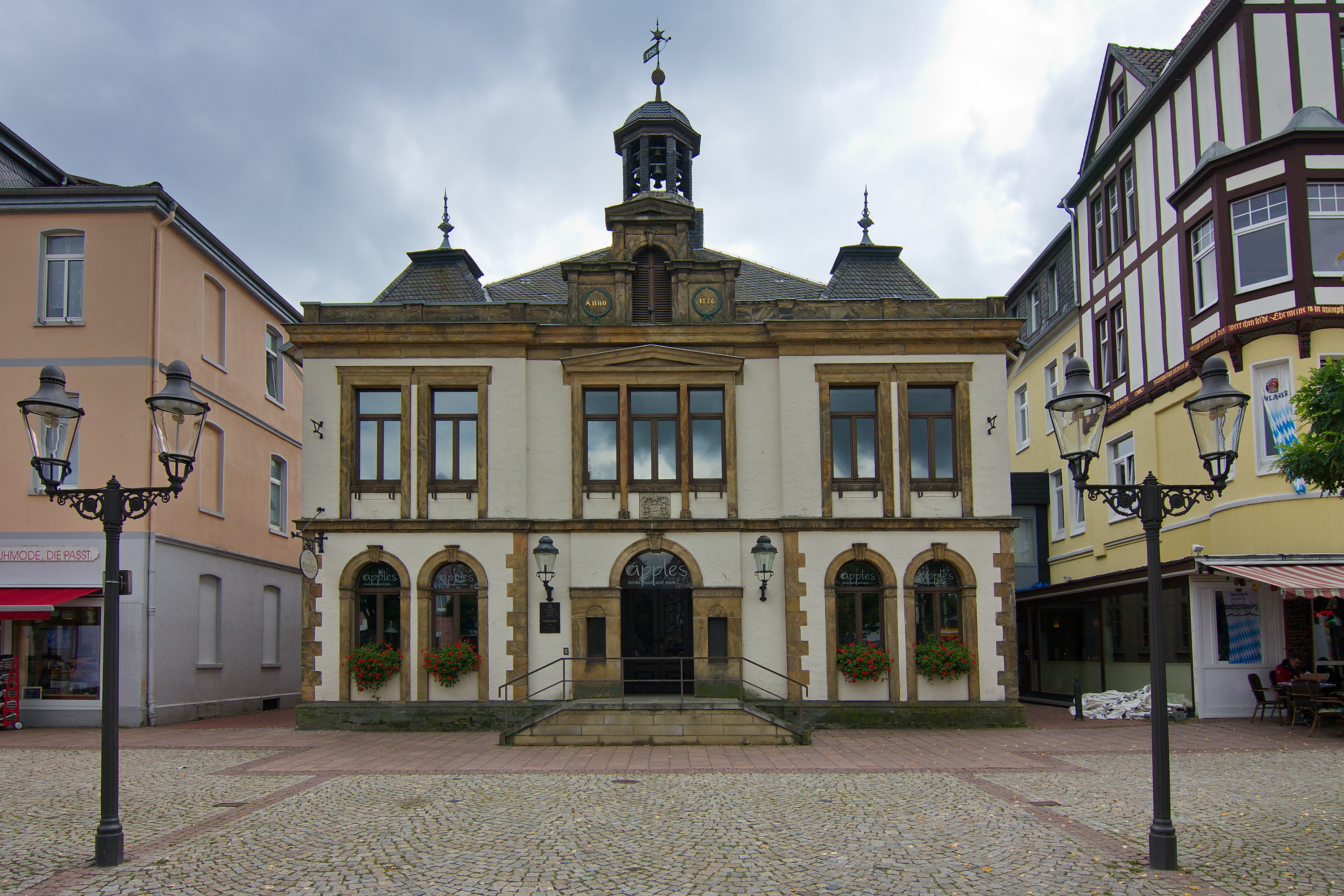
Stary ratusz w Peine

- neogotycki Kościół Świętych Aniołów z roku 1868,
- neogotycki kościół św. Jakuba z lat 1896–1899 projektu Eberharda Hillebranda[12]
- Kreismuseum Peine z siedzibą w zabytkowym domu z muru pruskiego,
- uczelnie: Wallschule z 1888, Wilhelmschule z 1895, Bodenstedtschule z 1902 i Burgschule z 1905[13],
- cmentarz przy Kirchhofstraße.

## Współpraca
- Aschersleben, Saksonia-Anhalt
- Asselheim – dzielnica Grünstadt, Nadrenia-Palatynat
- Heywood, Wielka Brytania
- Tripoli, Grecja